# Elma Correa
Elma Áurea Correa Neri (Mexicali, Baja California) es una escritora mexicana especializada en cuento y narrativa.

## Trayectoria
Elma Correa es licenciada en Lengua y Literatura Hispanoamericana, Maestra en Estudios Socioculturales y Doctora en Sociedad, Espacio y Poder por la Universidad Autónoma de Baja California (UABC). Es profesora en esa universidad y también imparte talleres de escritura creativa. Desde el 2008 organiza el encuentro anual internacional de escritores de Baja California Tiempo de Literatura.
Inspirada en el ensayo Una habitación propia de Virginia Woolf,  Elma Correa inició en la plataforma Instagram la recopilación de fotografías, coordinando así el proyecto Habitaciones propias" una comunidad donde mujeres de diferentes partes del mundo comparten imágenes donde muestran los espacios donde crean.

## Obra
- Que parezca un accidente (Nitro/Press, 2018)
- Mentiras que no te conté (Editorial UDG, 2021)
- Llorar de fiesta (BUAP, 2022)
- Lo simple (INBAL, 2024)
- La novia del león (Nitro/Press, 2024)

### Compilaciones
- Vacunas contra la poesía. Antología de cuento corto. (SCBC, 2020)
- Ni una sola palabra (UANL, 2021)
- Mexicanas 2. Infancias perdidas. (Editorial Fondo Blanco, 2022)
- Extrañamientos. Antología de cuento. (2024)

## Premios y reconocimientos
- 2022 — Premio Bellas Artes de Cuento San Luis Potosí Amparo Dávila por Lo simple.[8]
- 2021 — XX Concurso Nacional de Cuento Juan José Arreola por Mentiras que no te conté.[9]